# S!sters
S!sters – niemiecki duet, reprezentant Niemiec z piosenką „Sister” w Konkursie Piosenki Eurowizji 2019. 18 maja 2019 wystąpiły w finale konkursu i zajęły przedostatnie 25. miejsce, po zdobyciu łącznie 24 punktów od jurorów. W lutym 2020 roku duet zakończył działalność.

## Dyskografia

### Single
| Rok  | Tytuł    | Album                                  |
| ---- | -------- | -------------------------------------- |
| 2019 | „Sister” | Eurovision Song Contest: Tel Aviv 2019 |